# Puijo

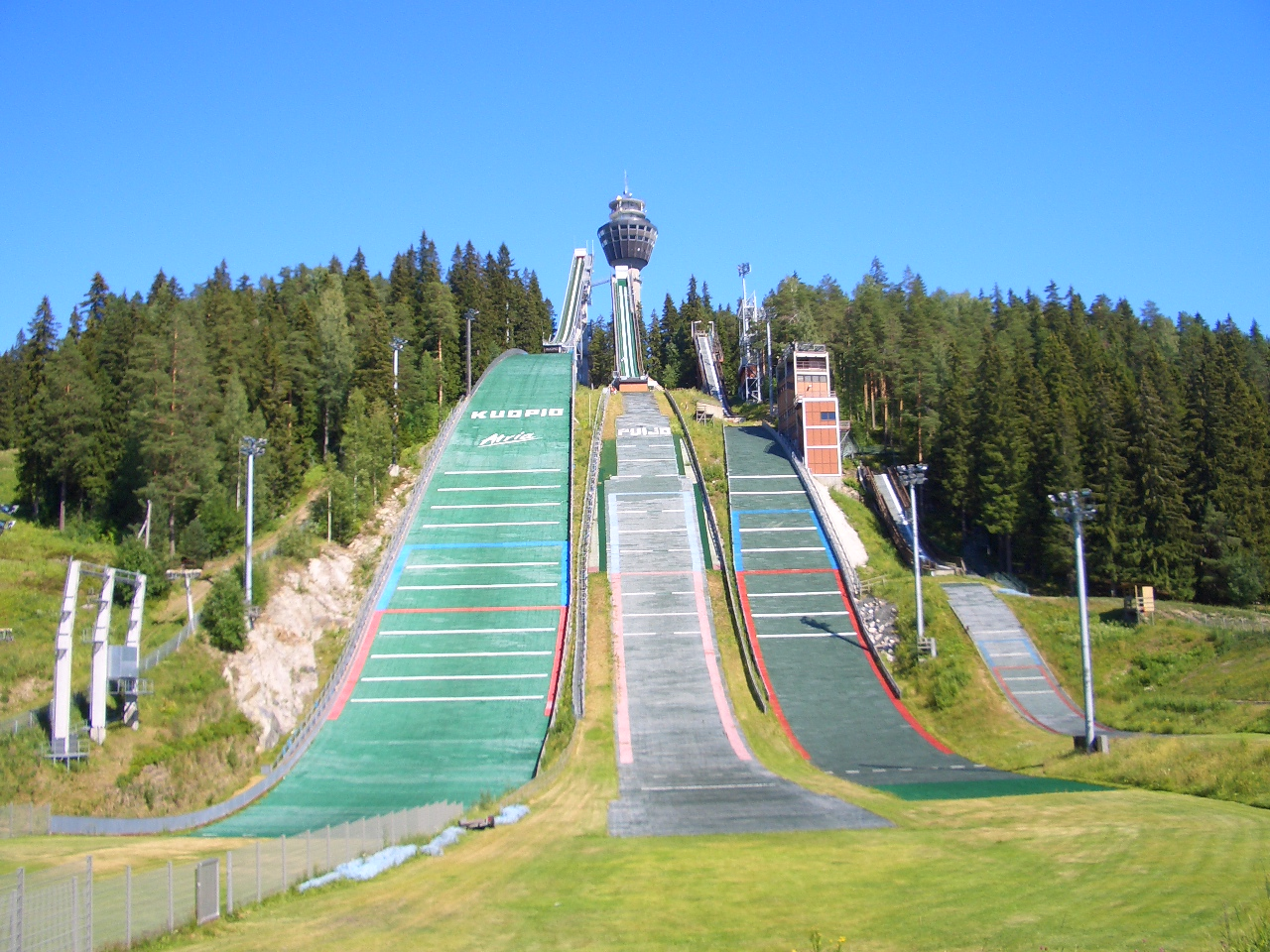
I trampolini di Puijo dominati dalla torre panoramica che sorge sulla sommità della collina

Puijo è una collina presso Kuopio, in Finlandia, alta circa 150 metri. È un'importante stazione sciistica specializzata nello sci nordico, sede di una classica gara dello sci di fondo e attrezzata con l'omonimo trampolino per il salto con gli sci.